# Como Estais Tão Galantinho
"Como Estais Tão Galantinho", "O Menino está deitado" ou "Hei de dar ao Menino" é uma canção de Natal tradicional portuguesa originária de Elvas. Era cantada nessa cidade raiana com acompanhamento de ronca nas celebrações religiosas mas, principalmente, nas ruas e à lareira.

## História

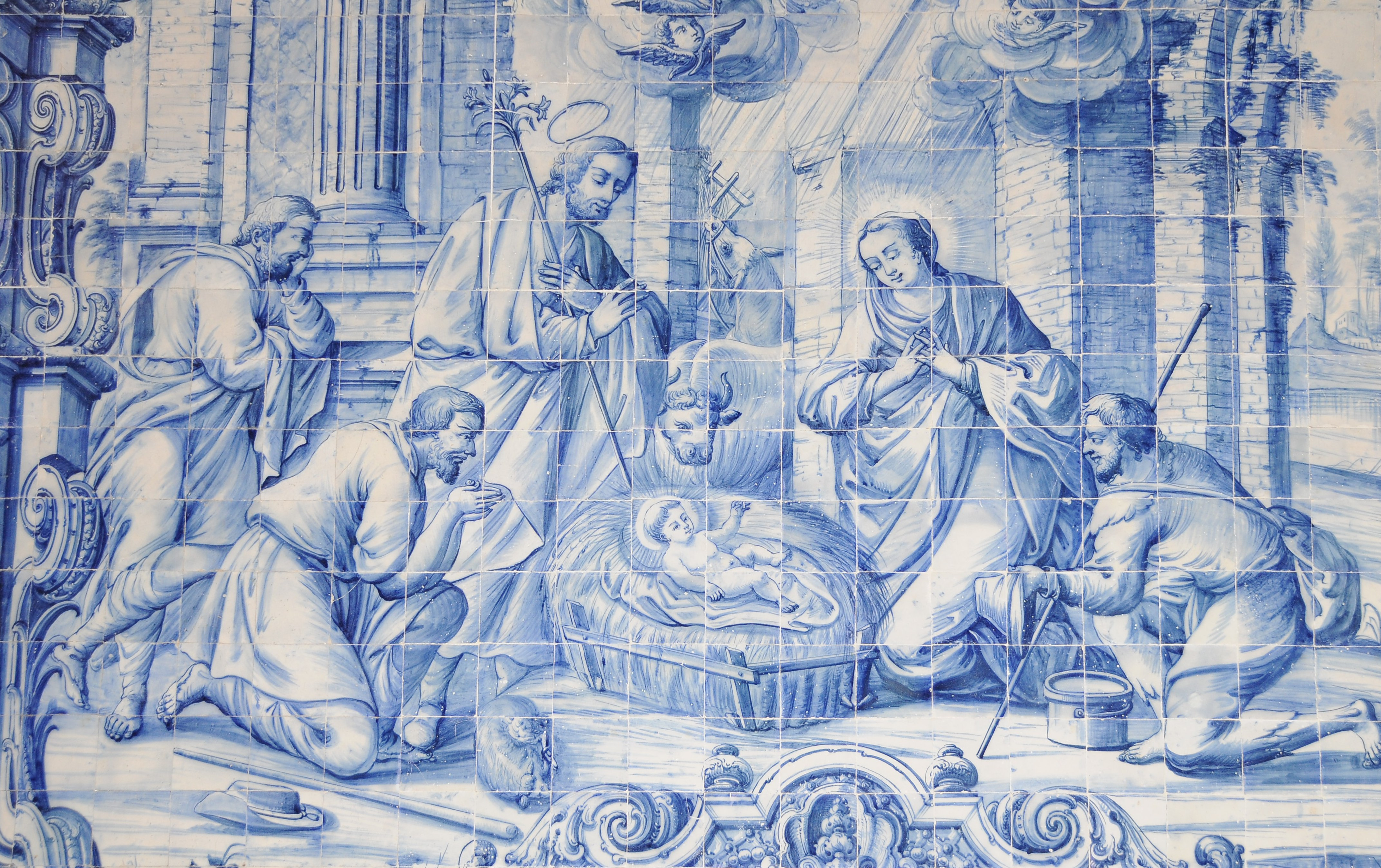
Bartolomeu Antunes: Adoração dos Pastores (1742) na Igreja de Vilar de Frades.

Segundo o musicólogo português Mário de Sampayo Ribeiro, "Como estais tão galantinho" foi provavelmente produzida pelas freiras do Convento de Santa Clara de Elvas entre o final do século XVIII e o início do século XIX.
A sua primeira publicação ocorreu em 1893 no primeiro fascículo do Cancioneiro de músicas populares de César das Neves e Gualdino de Campos. Esta ficou a dever-se a duas recolhas distintas. Uma do padre Filipe Nery de Sousa Penalva que coligiu a melodia e uma outra, do etnógrafo elvense António Tomás Pires, que recolheu a letra.
Das várias harmonizações que recebeu este tema destacam-se a do compositor Fernando Lopes-Graça para a sua Segunda Cantata do Natal, terminada em 1961 e de Jorge Croner de Vasconcelos para os seus Oito Cantos do Natal, terminados em 1974. Nesta última obra recebe o nome de "O Menino está deitado". Ambas as versões encurtaram significativamente o número de quadras.

## Texto

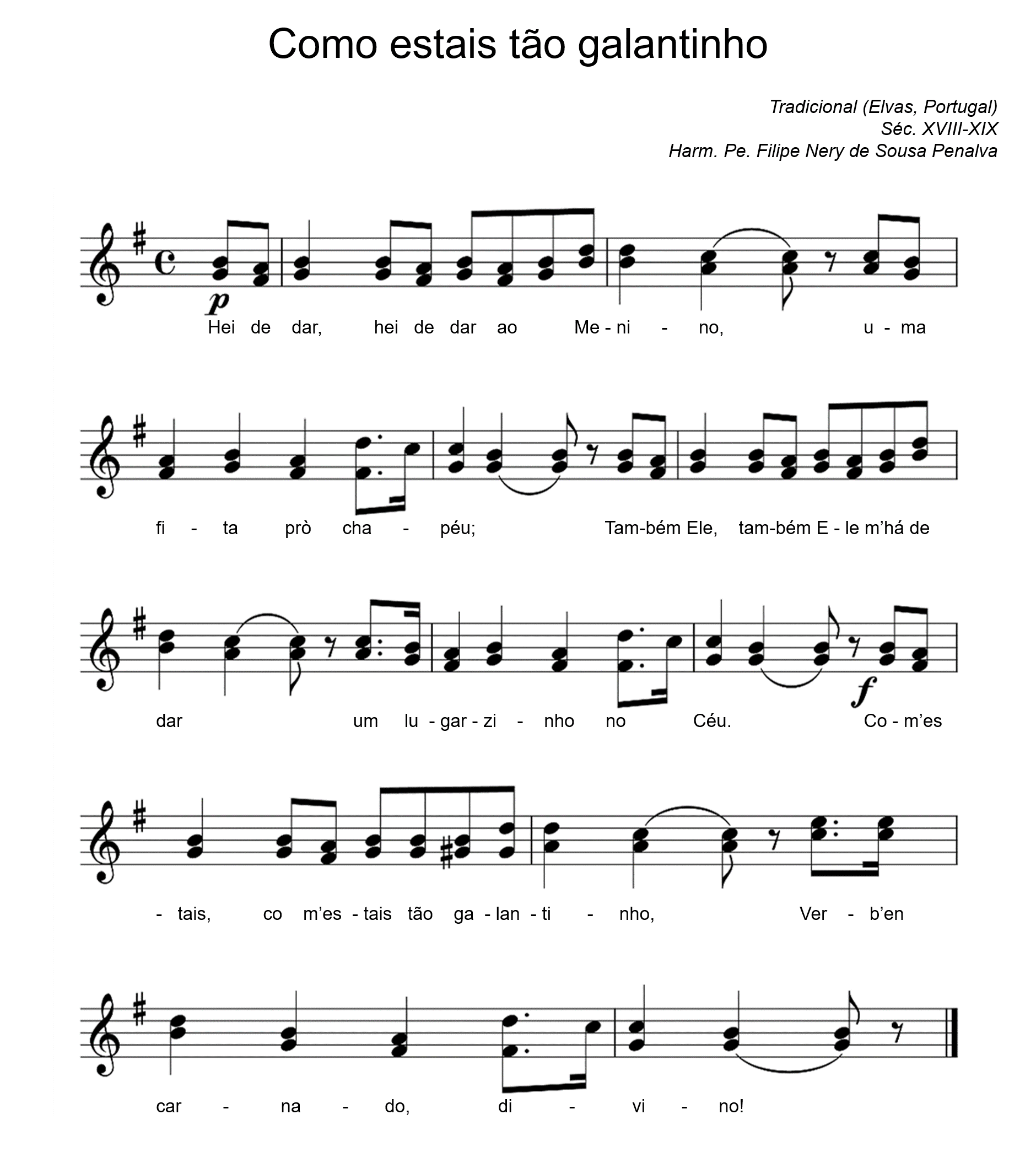
Partitura de "Como estais tão galantinho" tal como surge transcrita em 1893 no Cancioneiro de músicas populares.

A cantiga admite uma infinidade de coplas tradicionais. Nas quadras selecionadas por Fernando Lopes-Graça, em que os pastores declaram os presentes que intendem ofertar ao Menino Jesus em troca da sua salvação, o tema é a adoração dos pastores. Em contraste, as selecionadas por Jorge Croner de Vasconcelos descrevem a adoração do Menino pelos anjos, (Reis) e pastores.
| Como estais tão galantinho                                                                      | O Menino está deitado                                                                                          |
| ----------------------------------------------------------------------------------------------- | --- |
| Estribilho: Como estais tão galantinho Verbo encarnado, divino!                                 | |
| Coplas: Hei de dar ao Menino Uma fita prò chapéu; Também Ele me há de dar Um lugarzinho no Céu. | Coplas: O Menino está deitado Sobre palha asp’ra e fria, Os anjos lhe estão cantando: “Glória à Virgem Maria.” |
| Hei de dar ao Menino Uma fita prá cintura; Também Ele me há de dar, No seu peito, sepultura.    | ‘Stá na lapa de Belém O Deus Menino deitado Filho da Virgem Maria Pelos três Reis adorado.                     |
| Hei de dar ao Menino Um vestido cor de amora; Também Ele me há de dar, Um lugarzinho na Glória. | Adorando a Deus Menino, Estão os pastorinhos, Com a fé no coração E nas mãos os cordeirinhos.                  |
| Hei de dar ao Menino Para a noite de Natal, Camisinha de Cambraia Botõezinhos de cristal.       | |

## Discografia
- 1964 — Fernando Lopes-Graça Second Christmas Cantata. Coro da Academia de Amadores de Música. Decca / Valentim de Carvalho. Faixa 8: "Como estais tão galantinho".
- 1979 — Fernando Lopes-Graça Segunda Cantata do Natal. Choral Phidellius. A Voz do Dono / Valentim de Carvalho. Faixa 8: "Como estais tão galantinho".
- 2012 — Fernando Lopes-Graça Obra Coral a capella  - Volume II. Lisboa Cantat. Numérica. Faixa 8: "Como estais tão galantinho".[1]